# Dittrichia viscosa subsp. revoluta
Dittrichia viscosa subsp. revoluta é uma subespécie de planta com flor pertencente à família Asteraceae. 
A autoridade científica da subespécie é (Hoffmanns. & Link) P.Silva & Tutin, tendo sido publicada em Bot. J. Linn. Soc. 67(3): 282. 1973.

## Portugal
Trata-se de uma subespécie presente no território português, nomeadamente em Portugal Continental.
Em termos de naturalidade é endémica da região atrás referida.

## Protecção
Não se encontra protegida por legislação portuguesa ou da Comunidade Europeia.